# Distretto di Calana
Il distretto di Calana è un distretto del Perù, facente parte della provincia di Tacna, nella regione di Tacna.